# Pelin Esmer
Pelin Esmer (ur. 1972 w Stambule) – turecka reżyserka, scenarzystka, producentka i montażystka filmowa. Założycielka niezależnej wytwórni filmowej Sinefilm. Autorka filmów dokumentalnych i fabularnych, pokazywanych na prestiżowych festiwalach międzynarodowych, za swoje produkcje otrzymała liczne nagrody i wyróżnienia. W swojej twórczości Esmer podejmuje tematykę obyczajową, koncentrując na intymnych historiach jednostek wpisujących się dyskretnie w panoramę społeczną współczesnej Turcji.

## Kariera
Pelin Esmer studiowała nauki społeczne na Uniwersytecie Boğaziçi w Stambule. W czasie studiów zafascynowała się pokazywanymi na zajęciach z antropologii filmami dokumentalnymi, co skłoniło ją do rozwijania swojej kariery w tym kierunku, w 1995 roku zrealizowała razem z amerykańską reżyserką Jeanne Finley film Conversations Across the Bosphorus, pełniąc funkcję asystentki autorki, odpowiedzialnej za większość realizacji. Po ukończeniu studiów uniwersyteckich Esmer uczestniczyła w kursie warsztatowym Yavuza Özkana, cenionego tureckiego dokumentalisty, znanego przede wszystkim z zaangażowanego politycznie filmu The Mine (1978), w 1997 roku współpracując z nim przy produkcji filmu Bir Erkeğin Anatomisi. W kolejnych latach pracowała jako asystentka reżysera m.in. w filmach dokumentalistów Enisa Rızy oraz Ziya Öztana.
W 2002 roku zrealizowała swój debiut, 47-minutowy dokument poświęcony Mithatowi Esmerowi, jej wujkowi, zatytułowany Koleksiyoncu („Kolekcjoner”). Na użytek przygotowania własnego dzieła założyła niezależną wytwórnię Sinefilm, którą prowadzi od tego czasu z Nidą Karabol, Tolgą Esmer i Dilde Mahallim i w której nakręciła wszystkie swoje kolejne filmy. Pełnometrażowym debiutem Esmer było Przedstawienie (2005), dokument poświęcony dziewięcioosobowej, amatorskiej żeńskiej grupie teatralnej przygotowującej spektakl bazujący na ich własnych historiach życiowych. W 2009 roku w konkursie głównym na MFF w San Sebastian pokazano Za dziesięć jedenasta, pierwszy fabularny film reżyserki, w którym ponownie jako protagonista wystąpił Mithat Esmer. Film, przygotowany w ramach rezydencji MFF w Cannes był dystrybuowany w kinach w Turcji, Niemczech i Francji, a także pokazywany na przeglądach i festiwalach w kilkunastu krajach (w tym w USA). W 2012 roku na festiwalach w Toronto i Rotterdamie reżyserka zaprezentowała film Strażnica, dofinansowany z funduszy tureckiego Ministerstwa Kultury i Europejskiego Funduszu Wsparcia EURIMAGES. Film zdobył sześć nagród na MFF w Adanie, w tym wyróżnienie dla najlepszej reżyserki. Trzeci film fabularny Esmer, Użyteczne, również został zrealizowany w międzynarodowej koprodukcji, przyniósł autorce nagrodę za najlepszy scenariusz na festiwalu filmowym w Tallinnie oraz wyróżnienie Międzynarodowej Federacji Krytyków Filmowych FIPRESCI na MFF w Stambule. Produkcja Sinefilm trafiła także do międzynarodowej dystrybucji, m.in. w Polsce za pośrednictwem platform streamingowych. Najnowszym filmem tureckiej reżyserki jest Queen Lear, dokument poświęcony znanej z Przedstawienia grupie teatralnej przygotowującej swoją kobiecą reinterpretację dramatu szekspirowskiego do wystawienia na tureckiej prowincji.
W 2019 roku Pelin Esmer była uczestniczką rezydencji Camargo Foundation we Francji, pracując nad nowym projektem.

## Styl
Kino Pelin Esmer ukształtowało się pod silnym wpływem konwencji dokumentalnej, z którą pracowała na początku kariery. Jej wczesny styl zdradza inspiracje mocnym realizmem Yavuza Özkana oraz minimalizmem Jeanne Finley. Wpływy dokumentalne są również widoczne w fabularnych produkcjach tureckiej reżyserki, której styl opisywany jest często w kontekście przenikania się dokumentalizmu i fikcji. W swoich filmach Esmer skupia się na indywidualnych, „małych” historiach jednostek, wokół których buduje wrażliwą obserwację kondycji społecznej Turcji, jej skomplikowanej historii, nierównościach, a także sytuacji kobiet w patriarchalnym społeczeństwie. Częstym motywem w filmach reżyserki jest samotność, podkreślana przez kontemplacyjną narrację i ekspozycję postaci na tle pustej bądź anonimowej przestrzeni.

## Filmografia
| Rok  | Tytuł (międzynarodowy) | Tytuł (oryginalny) | Tytuł (polski)        | Gatunek      |
| ---- | ---------------------- | ------------------ | --------------------- | ------------ |
| 2002 | The Collector          | Koleksiyoncu       |                       | dokumentalny |
| 2005 | The Play               | Oyun               | Przedstawienie        | dokumentalny |
| 2009 | 10 to 11               | 11'e 10 kala       | Za dziesięć jedenasta | fabularny    |
| 2012 | Watchtower             | Gozetleme Kulesi   | Strażnica             | fabularny    |
| 2017 | Something Useful       | İşe Yarar Bir Şey  | Użyteczne             | fabularny    |
| 2019 | Queen Lear             |                    |                       | dokumentalny |

Na podstawie strony reżyserki, warianty tytułów na podstawie portali Filmweb oraz IMDB.

## Nagrody i wyróżnienia
| Nagroda                                        | Festiwal/Konkurs                                         | Film             |
| ---------------------------------------------- | -------------------------------------------------------- | ---------------- |
| Nagroda – Najlepszy dokument                   | MFF w Rzymie 2002                                        | The Collector    |
| Nagroda Jury – Najlepszy nowy twórca dokumentu | Tribeca Film Festival 2006                               | The Play         |
| Nagroda Yılmaza Güneya                         | Adana Golden Boll Film Festival 2006                     | The Play         |
| Nagroda Specjalna Jury                         | MFF w Stambule 2009                                      | 10 to 11         |
| Wyróżnienie                                    | IndieLisboa International Independent Film Festival 2009 | 10 to 11         |
| Nagroda – Najlepsza reżyseria                  | Adana Golden Boll Film Festival 2012                     | Watchtower       |
| Wyróżnienie: Nagroda Don Kichota               | MFF we Fribourgu 2013                                    | Watchtower       |
| Wyróżnienie Jury Ekumenicznego                 | MFF we Fribourgu 2013                                    | Watchtower       |
| Nagroda – Najlepszy scenariusz                 | Tallinn Black Nights Film Festival 2017                  | Something Useful |
| Nagroda FIPRESCI                               | MFF w Stambule 2017                                      | Something Useful |
| Nagroda Yılmaza Güneya                         | Adana Golden Boll Film Festival 2019                     | Queen Lear       |
| SİYAD Cüneyt Cebenoyan Award                   | Adana Golden Boll Film Festival 2019                     | Queen Lear       |